# Anna Swenn-Larsson
Anna Swenn-Larsson (* 18. Juni 1991 in Mora) ist eine schwedische Skirennläuferin. Sie ist auf die Disziplinen Slalom und Riesenslalom spezialisiert. Bei Weltmeisterschaften gewann sie je eine Silber- und Bronzemedaille.

## Biografie
Swenn-Larsson besuchte das Skigymnasium in Järpen, startet für den Skiverein ihres Heimatortes Rättvik und gehört seit 2012 der Weltcupgruppe des Schwedischen Skiverbandes an.
Seit Dezember 2006 nimmt sie an FIS-Rennen teil, im April 2007 feierte sie ihre ersten Siege. Ab dem nächsten Winter kam sie zu Einsätzen im Europacup, blieb vorerst aber noch ohne Punkte. Im Februar 2008 wurde sie Schwedische Juniorenmeisterin im Slalom. Ihre ersten Europacuppunkte gewann Swenn-Larsson mit Platz 13 im Indoor-Slalom am 20. November 2009 im alpincenter Hamburg-Wittenburg. Wenig später fuhr sie in den beiden Slaloms von Funäsdalen erstmals unter die besten zehn. Ab 2008 nahm die Schwedin an Juniorenweltmeisterschaften teil.
Ihren größten Erfolg dabei erzielte sie 2011 in Crans-Montana mit dem Gewinn der Silbermedaille im Slalom. Ihr bislang größter Erfolg auf nationaler Ebene gelang ihr im April 2010, als sie in Björkliden schwedische Meisterin im Slalom wurde und dabei die Weltklasseläuferin Maria Pietilä Holmner um drei Hundertstelsekunden hinter sich ließ.
Am 11. Dezember 2010 erreichte Swenn-Larsson als Zweite des Slaloms von Gressoney ihren ersten Podestplatz im Europacup. Zehn Tage später bestritt sie ihre ersten Rennen im Weltcup und gewann im Slalom von Courchevel mit Platz 26 auf Anhieb Weltcuppunkte. Die Europacupsaison 2010/2011 beendete sie auf Platz vier in der Slalom- und Rang acht in der Gesamtwertung. Seit dem Winter 2011/2012 startet Swenn-Larsson in den Disziplinen Slalom und Riesenslalom regelmäßig im Weltcup. Während sie im Riesenslalom noch ohne Weltcuppunkte blieb, konnte sie im Slalom zur erweiterten Weltspitze aufschließen. Am Ende der Saison 2011/2012 erreichte sie mit Platz neun im Slalom von Åre und Rang zehn im Slalom von Schladming ihre ersten Top-10-Ergebnisse im Weltcup.
Die erste Podestplatzierung in einem Weltcuprennen gelang ihr am 8. März 2014, als sie im Slalom von Åre auf den dritten Platz fuhr. Zuvor hatte sie am 25. Februar 2014 in Innsbruck mit dem schwedischen Team einen Sieg im nur zum Nationencup zählenden Mannschaftsbewerb vor Norwegen und der Schweiz gefeiert. In der Folge konnte Swenn-Larsson nicht mehr an frühere Leistungen anknüpfen und verlor den Anschluss an die Weltspitze. Nur noch sporadisch gelangen ihr Top-10-Platzierungen in Weltcupslaloms, weshalb sie vermehrt im Europacup startete. In der Saison 2016/17 entschied sie die Slalom-Europacupwertung für sich.
Im Weltcupwinter 2017/18 zeigte sich Swenn-Larsson mit insgesamt neun Top-10-Platzierungen stark verbessert, bei den Olympischen Winterspielen 2018 wurde sie im Slalom und im Mannschaftswettbewerb jeweils Fünfte. Auch in der Saison 2018/19 konnte sie dieses hohe Niveau halten. Höhepunkte waren der zweite Platz im Weltcupslalom von Maribor am 2. Februar 2019 und zwei Wochen später der Gewinn der Slalom-Silbermedaille bei den Weltmeisterschaften 2019 in Åre.
Beim City-Event in Stockholm gelang ihr ein dritter Rang, den sie in der darauffolgenden Saison 2019/20 beim Slalom in Killington wiederholen konnte.
Beim Parallel-Slalom in St. Moritz am 15. Dezember 2019 belegte sie hinter Petra Vlhová den zweiten Rang. Beim Nachtslalom in Flachau gelang ihr ebenso ein zweiter Platz.
Weil ihr Cheftrainer positiv auf das Coronavirus getestet wurde, durfte das gesamte schwedische Slalomteam beim Weltcup in Levi zu Beginn der Saison 2020/21 nicht antreten. Dies führte zu erheblicher Kritik, weil alle anderen Tests mehrmals negativ verlaufen sind. Kurz daraufhin wurde Swenn-Larsson selbst positiv auf SARS-COV-2 getestet. Beim Training in Vorbereitung zum Weltcupslalom am Semmering zog sie sich einen Knöchelbruch zu und fiel für den Rest der Saison aus, um die Fortsetzung ihrer Karriere nicht zu gefährden.
Ihren ersten Weltcupsieg feierte Swenn-Larsson am 27. November 2022, zeitgleich mit der Schweizerin Wendy Holdener, beim Slalom in Killington (Vermont). Ihr zweiter Sieg im Weltcup gelang ihr am 11. Februar 2024 beim Slalom in Soldeu (Andorra). Dabei profitierte sie auch davon, dass die Dominatorinnen der Slalom-Weltcupsaison Mikaela Shiffrin und Petra Vlhová verletzungsbedingt nicht antreten konnten.
Swenn-Larsson ist mit ihrem Teamkollegen Mattias Rönngren (* 1993) liiert.

## Erfolge

### Olympische Spiele
- Sotschi 2014: 11. Slalom
- Pyeongchang 2018: 5. Slalom, 5. Mannschaftswettbewerb
- Peking 2022: 9. Slalom

### Weltmeisterschaften
- Schladming 2013: 23. Slalom
- Vail/Beaver Creek 2015: 3. Mannschaftswettbewerb
- St. Moritz 2017: 16. Slalom
- Åre 2019: 2. Slalom, 5. Mannschaftswettbewerb

### Weltcup
- 17 Podestplätze, davon 2 Siege:

| Nr. | Datum               | Ort        | Land    | Disziplin |
| --- | ------------------- | ---------- | ------- | --------- |
| 1.  | 27. November 2022 * | Killington | USA     | Slalom    |
| 2.  | 11. Februar 2024    | Soldeu     | Andorra | Slalom    |

* zeitgleich mit Wendy Holdener
- 5 Podestplätze bei Mannschaftswettbewerben, davon 2 Siege

### Weltcupwertungen
| Saison  | Gesamt | Gesamt | Slalom | Slalom | Parallel | Parallel |
| Saison  | Platz  | Punkte | Platz  | Punkte | Platz    | Punkte   |
| ------- | ------ | ------ | ------ | ------ | -------- | -------- |
| 2010/11 | 122.   | 5      | 58.    | 5      | –        | –        |
| 2011/12 | 55.    | 133    | 21.    | 133    | –        | –        |
| 2012/13 | 53.    | 127    | 20.    | 127    | –        | –        |
| 2013/14 | 39.    | 195    | 9.     | 195    | –        | –        |
| 2014/15 | 53.    | 120    | 20.    | 120    | –        | –        |
| 2015/16 | 60.    | 121    | 19.    | 121    | –        | –        |
| 2016/17 | 94.    | 26     | 35.    | 26     | –        | –        |
| 2017/18 | 30.    | 291    | 9.     | 291    | –        | –        |
| 2018/19 | 11.    | 486    | 4.     | 486    | –        | –        |
| 2019/20 | 18.    | 315    | 5.     | 235    | 4.       | 80       |
| 2021/22 | 41.    | 208    | 10.    | 208    | –        | –        |
| 2022/23 | 18.    | 470    | 5.     | 470    | –        | –        |
| 2023/24 | 21.    | 395    | 5.     | 395    | –        | –        |

### Europacup
- Saison 2010/11: 8. Gesamtwertung, 4. Slalomwertung
- Saison 2011/12: 4. Slalomwertung
- Saison 2013/14: 2. Slalomwertung
- Saison 2014/15: 4. Slalomwertung
- Saison 2016/17: 1. Slalomwertung
- 17 Podestplätze, davon 7 Siege:

| Datum             | Ort              | Land       | Disziplin  |
| ----------------- | ---------------- | ---------- | ---------- |
| 14. Dezember 2013 | Andalo           | Italien    | City Event |
| 9. Januar 2014    | Melchsee-Frutt   | Schweiz    | Slalom     |
| 26. Februar 2015  | Monte Pora       | Italien    | Slalom     |
| 10. Februar 2016  | Pamporowo        | Bulgarien  | Slalom     |
| 13. Februar 2017  | Göstling/Hochkar | Österreich | Slalom     |
| 25. Januar 2018   | Melchsee-Frutt   | Schweiz    | Slalom     |
| 26. Januar 2018   | Melchsee-Frutt   | Schweiz    | Slalom     |

### Nor-Am Cup
- 2 Siege:

| Datum            | Ort             | Land | Disziplin |
| ---------------- | --------------- | ---- | --------- |
| 1. Dezember 2014 | Copper Mountain | USA  | Slalom    |
| 2. Dezember 2014 | Copper Mountain | USA  | Slalom    |

### Juniorenweltmeisterschaften
- Garmisch-Partenkirchen 2009: 31. Riesenslalom
- Mont Blanc 2010: 21. Slalom, 23. Riesenslalom, 52. Super-G
- Crans-Montana 2011: 2. Slalom

### Weitere Erfolge
- 4 schwedische Meistertitel (Slalom 2010, 2014, 2015, 2019)
- schwedische Juniorenmeisterin im Slalom 2008
- 28 Siege in FIS-Rennen